# Manuel Esteban Pancorvo
Manuel E. Pancorvo fue un político peruano. 
Fue elegido diputado por la provincia de Paruro en 1901 hasta 1906 durante los gobiernos de Eduardo López de Romaña, Manuel Candamo, Serapio Calderón y José Pardo y Barreda en la República Aristocrática.